# Ferocactus viridescens viridescens
Ferocactus viridescens subsp. viridescens es una planta que pertenece a la familia de las cactáceas (Cactaceae) del orden Caryophyllales. Su nombre común en México es el mismo que el de la especie: ‘biznaga barril verdosa’. La palabra Ferocactus viene del latín ‘Ferus’ salvaje y ‘cactus’ cactácea, es decir, cactáceas con espinas gruesas. La palabra latina ‘viridescens’ significa haciéndose verde, por sus flores de color verde.

## Descripción
Es descrita como una planta simple o cespitosa, con tallos globosos aplanados hasta cilíndricos de 10, 20 hasta 100 cm de alto y 10 a 40 cm de diámetro, de color verde intenso brillante; que presenta de 13 y hasta 34 costillas, algo tuberculadas. Las areolas son ovales. Entre la región espinífera y la florífera tiene espinas glandulares rojas que con la edad se hacen conspicuas; presenta de 8 a 15 espinas radiales subuladas, radiadas, las superiores como cerdas, cuando jóvenes son rojas y con la edad amarillas, de color cuerno o grisáceas; las espinas centrales son 4 en forma de cruz, anuladas, la inferior más gruesa, ligeramente recurvada. Las flores son de 5 cm de largo y 6 cm de diámetro, campanuladas, de color amarillo verdosas, con tinte rojizo externamente. El fruto es de forma ovoide, con brácteas lunuladas, cuando joven es de color verde o rojizo, al madurar se vuelve amarillo. Las semillas son ovoides, foveoladas, y negras.

## Distribución
Se localiza al suroeste del estado de California, en Estados Unidos y al noroeste del estado de Baja California, en México.

## Hábitat
Se desarrolla de los 10 a los 1000 m s. n. m., en planicies costeras con suelos arenosos o de grava de pastizales o en acantilados rocosos de matorrales de chaparral.

## Estado de conservación
La subespecie no se encuentra en ninguna categoría de riesgo, sin embargo la especie Ferocactus viridescens se propone como Amenazada (A) en el Proyecto de Modificación de la Norma Oficial Mexicana 059-2015. También la especie en la lista roja de la UICN se considera como de Preocupación Menor (LC). En CITES se valora en el Apéndice II.